# Acción de marzo
La Acción de marzo o Levantamiento de Marzo (en alemán: "März Aktion" o "Märzkämpfe en Mitteldeutschland", "Las batallas de marzo en el centro de Alemania") fue una revuelta de trabajadores en marzo de 1921, dirigida políticamente por el Partido Comunista de Alemania (KPD), el Partido Comunista de los Trabajadores de Alemania (KAPD) y otras organizaciones radicales de izquierda. Tuvo lugar en las regiones industriales ubicadas en Halle, Leuna, Merseburg y Mansfeld. La revuelta terminó en una derrota para los trabajadores y en un debilitamiento de la influencia comunista contemporánea en Alemania.

## Acontecimientos
Otto Hörsing, miembro del Partido Socialdemócrata Mayoritario de Alemania, fue Oberpräsident del Estado Libre de Prusia. El 16 de marzo, anunció que la policía iba a ocupar el distrito minero de Mansfeld con el objetivo de desarmar a los trabajadores. Las tropas policiales ocuparon la fortaleza comunista que era el distrito de Halle-Merseburg. Esta ocupación llevó al Partido Comunista a convocar una revuelta armada. La revuelta no logró obtener el apoyo de aquellos en otros partidos políticos, y pronto cayó en la derrota militar.
El trabajo de Leuna fue un bastión de influencia particularmente fuerte del KAPD, donde la mitad de la fuerza laboral de 20.000 pertenecía a su organización asociada en el lugar de trabajo, el Sindicato General de Trabajadores de Alemania (AAUD). Durante su huelga lucharon con rifles y armas automáticas. También construyeron su propio tanque, que desplegaron contra la policía. Las autoridades solo retomaron la planta con el uso de artillería.

## Galería

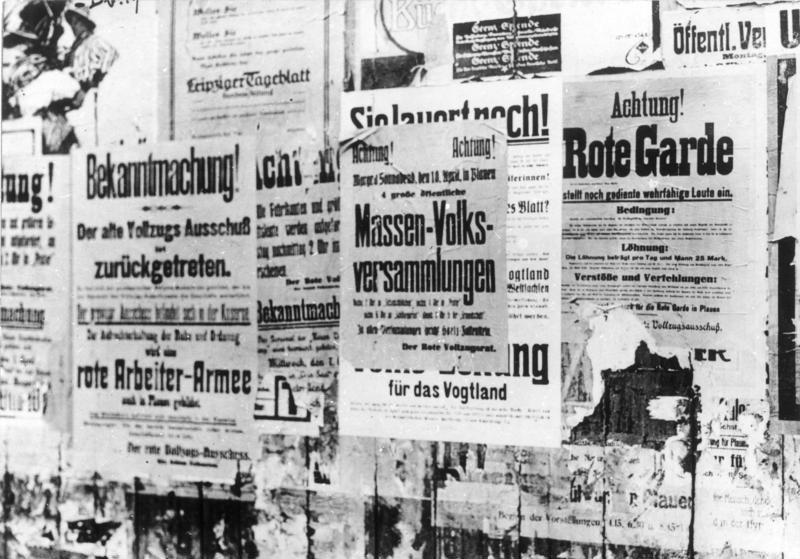
Carteles de acción de marzo en el ayuntamiento de Plauen
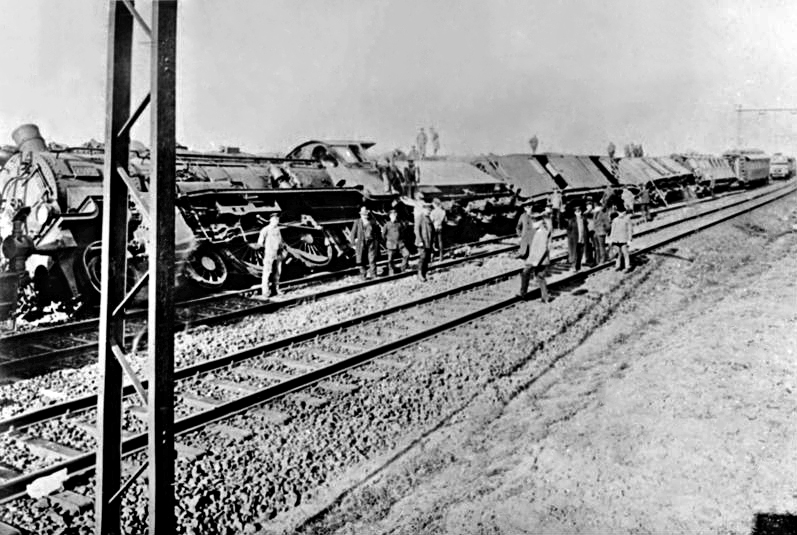
Escenas de un patio de ferrocarril durante la acción de marzo